# Jan Jacob van Dijk
Jan Jacob van Dijk (Buitenpost, 5 september 1964) is een Nederlandse politicoloog, politicus en bestuurder.
Van april 2011 tot 1 juni 2018 was hij gedeputeerde voor de provincie Gelderland. Van september 2010 tot maart 2011 was hij lijsttrekker van CDA Gelderland. Van 3 juni 2003 tot 17 juni 2010 was hij lid van de Tweede Kamer namens het CDA. Eerder was hij reeds Tweede Kamerlid van 26 juli 2002 tot 30 januari 2003. De protestantse Van Dijk is woonachtig in Culemborg.

## Opleiding
Hij volgde van 1970 tot 1973 onderwijs aan de protestants-christelijke lagere school te Buitenpost en van 1973 tot 1976 aan de Prot.Chr. lagere school te Velp. Hierna volgde hij de mavo aan de Oranje-MAVO te Velp, de vierde klas van de havo aan het Chr. Lyceum te Arnhem en behaalde hij zijn vwo-diploma in 1983 aldaar. Hierna studeerde hij van 1983 tot 1989 politicologie aan de Vrije Universiteit van Amsterdam, en volgde hij van 1985 tot 1989 een niet voltooide studie geschiedenis en van 1986 tot 1988 een niet voltooide studie Europese Studies respectievelijk aan de Vrije Universiteit en de Universiteit van Amsterdam. Op 11 april 2000 promoveerde Van Dijk aan de faculteit der letteren van de Vrije Universiteit van Amsterdam. Hiernaast volgde hij een managementopleiding NIVE in 1999 en 2000.

## Carrière
Van 15 april 1989 tot 1 februari 1990 was Van Dijk onderzoeker bij het CNV, waarna hij tot 1 februari 2000 aldaar beleidsmedewerker Europa werd. Aansluitend was hij daar tot 26 juli 2002 programmaleider arbeidsrelaties. Van april 1998 tot september 2002 was hij tevens gemeenteraadslid in zijn woonplaats Culemborg. Op 26 juli 2002 werd hij Tweede Kamerlid, tot 30 januari 2003, waarna hij op 3 juni datzelfde jaar weer beëdigd werd als zodanig.
Van 1989 tot 1990 was Van Dijk al secretaris van de CDJA in Noord-Holland, en aansluitend lid van de CDA-werkgroep Europa tot 2000. Van 1994 tot 1998 was hij tevens secretaris van het CDA afdeling Culemborg en van 2003 tot mei 2004 voorzitter.
Van Dijk stond in 2010 voor de Tweede Kamerverkiezingen namens het CDA wederom op de kandidatenlijst, op plaats 28 echter en werd daarom niet herkozen.
Van Dijk was van september 2010 tot maart 2011 CDA-lijsttrekker voor de Provinciale Statenverkiezingen in maart 2011. Van april 2011 tot mei 2018 was hij gedeputeerde voor de provincie Gelderland.
Van 1 juni 2018 tot 1 september 2024 was Van Dijk voorzitter van het college van bestuur van de Christelijke Onderwijs Groep.
Op 16 februari 2024 heeft de ministerraad besloten Van Dijk voor te dragen voor benoeming als voorzitter van de Raad voor de leefomgeving en infrastructuur (Rli). De benoeming gaat in op 1 augustus 2024 en loop tot 1 augustus 2028. Daarnaast is hij plaatsvervangend voorzitter van de Commissie mer en de ecologische autoriteit. Per 8 november 2024 is hij gekozen tot voorzitter van de Vereniging voor Onderwijsbestuurders (VvOB).

## Parlementaire werkzaamheden
In de Tweede Kamer hield hij zich onder meer bezig met Europese zaken (Europese Raad, Algemene Raad). Hij was voorzitter van de commissie uit Tweede en Eerste Kamer voor de subsidiariteitstoets sinds maart 2006. Hij was ook Voorzitter van de commissie Europese wetgeving na de invoering van de Grondwet voor Europa (Eerste en Tweede Kamer der Staten-Generaal), van 18 november 2003 tot maart 2006. Vanaf maart 2007 was hij de eerste onderwijswoordvoerder voor de CDA-fractie. Hij diende in 2008 een initiatiefnota in om de minister de bevoegdheid te geven om soepel om te gaan met de opheffingsnorm voor kleine scholen. In 2009 diende hij een initiatiefwetsvoorstel in om te voorkomen dat scholen al vanaf hun oprichting zwak tot zeer zwak onderwijs zouden gaan geven. Door zijn vertrek uit de Kamer kon het wetsvoorstel nog niet worden afgerond.

## Overige werkzaamheden
- Lid bestuur V.C.N.S.-scholen (Vereniging van Christelijke Nationale Scholen) te Culemborg
- Lid bestuur V.H.V. (Vakbondshistorische Vereniging), van 1995 tot 2002
- bijzonder hoogleraar christelijk-sociaal denken Vrije Universiteit te Amsterdam, van 1 maart 2002 tot 1 januari 2005 (waarnemend voor J.P. Balkenende). Hij bekleedde de leerstoel van 2005-2020.
- lid Raad van Toezicht Ziekenhuis Rivierenland Tiel (2004-2011)
- Gastdocent Europees sociaal economisch recht bij de masteropleiding European Union Studies aan de Rijksuniversiteit Leiden (2005-2010)
- voorzitter bestuur Christelijk Primair Onderwijs Betuwe (CPOB) (2004-2007)
- Onafhankelijk voorzitter arbeidsmarkt- en opleidingsfonds voortgezet onderwijs, Voion. Voion is een initiatief van de sociale partners en staat voor Voortgezet Onderwijs in Ontwikkeling.
- lid Raad van Toezicht van de Aeres-groep, waartoe onder andere het Groenhorstcollege, STOAS, CAH en PTC+ behoren.(2011-2018)
- Lid expertpanel van Triodos Research, sinds 1 januari 2002 tot 2011
- Voorzitter steunstichting voor protestants christelijk onderwijs
- Voorzitter Stichting Protestants-Christelijk Internaat
- lid van het curatorium van de Stichting Bijzondere Leerstoel Onderwijsrecht (SBLO)
- Voorzitter Burgerwindcooperatie West Betuwe - Betuwewind (2018-2023)
- voorzitter kerkenraad van Protestantse Kerk Culemborg (2017-2022)
- lid Raad van Toezicht Staatsbosbeheer (2022-2024)
- lid Raad van Toezicht Stichting Leerplan Ontwikkeling (SLO), vanaf 2023
- voorzitter Raad van Commissarissen Onze Huisartsen, vanaf 1 maart 2024
- voorzitter Raad van Toezicht Stichting PAS, vanaf 1 oktober 2024
- voorzitter Raad van Toezicht Christelijk Primair Onderwijs Betuwe (CPOB), vanaf 1 januari 2025.

## Publicaties
- Door geweld gedwongen. Het CNV in oorlogstijd (1995) (met P.E. Werkman)
- Werknemers contra werknemers? 25 jaar ondernemingsraad bij het CNV: geschiedenis, feiten en anekdotes (1997)
- Saamgesnoerd door eenen band; een eeuw Hout- en Bouwbond CNV 1900-2000 (2000)
- Als de Heere het huis niet bouwt ... Een beeld van de geschiedenis van de Hout- en Bouwbond CNV 1900-2000 (dissertatie, 2000)
- De geschoolde kaders van het CNV. De geschiedenis van de Kaderschool CNV
- Strategie of eigen weg. De geschiedenis van de ACOM 1902-2002 (2002)
- Bouwers en bouwstenen. Naar een nieuwe christelijke sociale beweging (oratie, 2005)
- Adriaan Borst Pzn. (1888-1967). Principieel pragmaticus met een lange adem (2006)
- Verbindend bouwen. Over solidariteit en verzorgingsstaat (red.) (2008)
- Louw de Graaf (1930). Een christen radicaal in een rechts kabinet (2009)
- It's trust, stupid. Over vertrouwen (red.) (2009)
- Daarom doen we het zo. Over publieke moraal (red.) (2010)

- Parlement.com: vg9fgopwvizn